# Смит, Харли Квинн
Харли Квинн Смит (иногда Харли Куинн Смит, англ. Harley Quinn Smith, род. 26 июня 1999 года) — американская актриса и музыкант. Смит снималась в фильмах «Бивень» и «Йоганутые» своего отца, Кевина Смита. Также басист и вокалист в бабблгам-панк-группе The Tenth.
Кевин Смит назвал свою дочь в честь Харли Квинн, суперзлодейки из комиксов о Бэтмене.

## Фильмография
| Год  |    | Русское название                            | Оригинальное название          | Роль                     |
| ---- | -- | ------------------------------------------- | ------------------------------ | ------------------------ |
| 2001 | ф  | Джей и Молчаливый Боб наносят ответный удар | Jay and Silent Bob Strike Back | Молчаливый Боб в коляске |
| 2004 | ф  | Девушка из Джерси                           | Jersey Girl                    | Трейси Колелли           |
| 2006 | ф  | Клерки 2                                    | Clerks II                      | ребёнок в окне           |
| 2014 | ф  | Бивень                                      | Tusk                           | Коллин Маккензи          |
| 2016 | ф  | Йоганутые                                   | Yoga Hosers                    | Коллин Маккензи          |
| 2016 | ф  | Чёрные праздники                            | Holidays                       | Холли                    |
| 2016 | мф | —                                           | Other Fish                     | Сэнди                    |
| 2017 | с  | Супергёрл                                   | Supergirl                      | Иззи Уильямс             |
| 2018 | ф  | Все эти маленькие моменты                   | All These Small Moments        | Линдси                   |
| 2018 | с  | Всю ночь                                    | All Night                      | девушка-гот              |
| 2018 | тф | —                                           | Hollyweed                      | н/д                      |
| 2019 | ф  | Однажды в Голливуде                         | Once Upon a Time in Hollywood  | Фрогги                   |
| 2019 | ф  | Джей в Голливуде                            | Madness in the Method          | играет себя              |
| 2019 | ф  | Джей и Молчаливый Боб: Перезагрузка         | Jay and Silent Bob Reboot      | Миллениум «Милли» Фолкен |
| 2020 | с  | —                                           | Day by Day                     | Лиза                     |
| 2021 | с  | Жестокое лето                               | Cruel Summer                   | Мэллори Хиггинс          |
| 2023 | ф  | Клерки 3                                    | Clerks III                     | Миллениум «Милли» Фолкен |
| 2024 | ф  | Сеанс в 16:30                               | The 4:30 Movie                 | сестра Шугар Уоллс       |

## Дискография
| Год  | Название               | Песни/Исполнитель                          |
| ---- | ---------------------- | ------------------------------------------ |
| 2016 | Yoga Hosers Soundtrack | «I'm the Man» (совместно с Лили-Роуз Депп) |
| 2016 | Yoga Hosers Soundtrack | «Babe» (совместно с Лили-Роуз Депп)        |
| 2016 | Yoga Hosers Soundtrack | «O Canada» (совместно с Лили-Роуз Депп)    |
| 2018 | Boys We Don’t Know     | The Tenth (вокал/бас)                      |
| 2019 | Dunes                  | The Tenth                                  |